# Patelloida heroldi
Patelloida heroldi — вид морских брюхоногих моллюсков семейства Lottiidae. Этот вид населяет защищенные от волн скалистые берега. Вертикальное распространение колеблется от средней до высокой приливной зоны. Обитает в Северо-западная часть Тихого океана: побережья Японии, Кореи, Приморского края (Россия) и Гонконга. Безвреден для человека, не является объектом промысла. Охранный статус вида не оценивался.